# Революционная улица (Ярославль)
Революцио́нная у́лица (бывшая Воскресенская улица) — улица в историческом центре города Ярославля. Лежит между Первомайской улицей и Волжской набережной. Нумерация домов ведётся от Волжской набережной.

## История
Улица была спроектирована по регулярному плану 1778 года и получила название Воскресенская по находившейся на ней церкви Воскресения Христова (построена в 1682 году). Улица начиналась от площади у Михаило-Архангельской церкви около Спасо-Преображенского монастыря, огибала здание Дворянской гимназии и шла прямой линией к располагавшейся на берегу Волги Троицкой церкви Борисо-Глебского прихода. Частично повторяла путь средневековой Сенной улицы, проходившей от Михаило-Архангельской церкви к городскому торгу около Воскресенской церкви, на котором продавали сено и скот.
К концу XVIII века новая улица уже была почти полностью застроена кирпичными домами. На месте Дворянской гимназии было возведено здание Главного народного училища. От Казанской улицы до Ростовской протянулись двухэтажные здания торговых рядов старого Гостиного двора. На первых этажах располагались лавки с открытой галереей, укрывающей от дождя покупателей и товары, на вторых — квартиры купцов. Часть старого Гостиного двора сохранилась, хотя и в значительно перестроенном виде (д. 26, 28, 32). Из построек XVIII века сохранились также здание банковской конторы (д. 3/10) и усадьба Сергея Власьева (д. 4/12).
В 1-й половине XIX века храмы Борисо-Глебского прихода были за ветхостью разобраны. На пересечении Воскресенской улицы с Парадной площадью возведён Демидовский столп.
В 1885 году городским головой Иваном Вахрамеевым на собственные средства был разбит сад на Парадной площади, разделивший Воскресенскую улицу на две части.
В конце XIX — начале XX века Борисоглебская площадь была застроена, Воскресенская улица стала проходить до Волжской набережной.
На углу Воскресенской и набережной в 1901 году по инициативе знаменитого врача-офтальмолога Ивана Кацаурова была построена глазная лечебница. Архитектором нарядного здания в русском стиле был Александр Никифоров, а средства на закупку оборудования предоставило ярославское купечество. Приём больных в лечебнице вёл сам Кацауров. Лечение для ярославцев было бесплатным.
В 1908 году на месте старого здания почтовой конторы (1780-е — 1890-е), разобранного по ветхости, было построено здание частной женской гимназии П. Д. Антиповой. Автором проекта здания в стиле неоклассицизма был архитектор Н. Д. Раевский. К тому времени вся деловая жизнь города переместилась в Посад и пресса отмечала, что «намеченное для гимназии место выбрано довольно удачно. Воспитанницы в рекреационное время смогут дышать совершенно чистым воздухом, ибо уличное движение здесь незначительно и пыли почти не бывает».
В 1918 году после захвата города большевики переименовали улицу в Революционную в честь организованной ими революции. В 1929 году разрушили храм Воскресения Христова, в 1931 году разрушили Демидовский столп. Площадь около Михаило-Архангельской церкви застроили одноэтажным зданием примитивной архитектуры.
В 1930 году улицу переименовали в Революционную улицу 1905 года, но через короткое время снова переименовали в Революционную.

## Здания
- № 1/11 — Бывшее здание глазной лечебницы, построенное в 1901 году в русском стиле[3]
- № 3/10 — Департамент имущественных и земельных отношений Ярославской области, бывшая Банковская контора. Здание построено в 1780-е гг.
- № 4/12 — Духовная семинария Ярославской Епархии. Здание в стиле барокко построено в 1780-х дворянином Сергеем Власьевым. С 1800-х принадлежало купцам Матвеевым, с 1834 года — дворянину Н. А. Горяинову, с 1870 года — И. А. Вахромееву.
- № 5 — Главный корпус ЯГМУ

- № 7 — Здание бывшей женской гимназии П. Д. Антиповой. На плане города 1799 года на данном месте находился дом почтового ведомства. К концу XIX века по причине ветхости, здание потовой конторы было разобрано. В мае 1907 года в Городскую Думу поступило заявление от жены тайного советника Прасковьи Дмитриевны Антиповой о выделении ей земельного участка для строительства здания женской гимназии. 27 августа городской голова Д. Чистяков выделил участок земли на Воскресенской улице. В 1908 году на средства П. Д. Антиповой по проекту архитектора Н. Д. Раевского выстроено каменное двухэтажное здание частной женской гимназии. В апреле 1917 года в здании гимназии Антиповой состоялся митинг Ярославского филиала «Лиги российских женщин». В 1918 году здание муниципализировано Советской властью. В 1943 году здесь разместился Белорусский медицинский институт, эвакуированный в Ярославль в годы Великой Отечественной войны. После окончания войны институт вернулся в Белоруссию, а в здании продолжал функционировать уже Ярославский медицинский институт. Первый выпуск специалистов состоялся в 1946 году. С 1994 года институт стал именоваться Ярославской медицинской академией. В настоящее время в здании расположена кафедра оперативной хирургии и топографической анатомии[4].
- № 8 — Фонд Институт проблем устойчивого развития городов и территорий; дом, в котором жил Е. И. Якушкин[5]
- № 9 — Бывший дом Смолина. Двухэтажный кирпичный дом возведен в середине XIX века. Типичный образец жилой застройки Ярославля середины XIX века, выполненный в стиле позднего классицизма. Частично перестроен в конце XIX столетия (со двора появилась пристройка и третий мансардный этаж). Последний владелец дома до 1917 года — Смолин[6].
- № 11/3 — 422 военный госпиталь Минобороны. Бывшее здание Главного народного училища, построенное в 1793 году на месте здания воеводской канцелярии, в котором в 1770—80-х размещалась Дворянская гимназия. В 1812—1853 годах в нём размещалась Губернская гимназия. В 1886 году перестроено по проекту архитектора Николая Поздеева и стало Спасскими казармами. С 1943 года — Ярославский военный гарнизонный госпиталь[7][8]
- № 13 — Бывшие склады Крохоняткиных, сооруженные в 1890-е годах[9]
- № 14 — Бывший доходный дом Разживиных
- № 24/5 — Бывшая гостиница «Царьград»
- № 26 — Бывшие лавки Разживина
- № 28 — Бывшие лавки Оловянишниковых[10]
- № 32 — Бывшие лавки Вахрамеева

- Бывшее здание глазной лечебницы (№ 1)
- Бывшая усадьба Вахрамеева (№ 4)
- Бывший дом Смолина (№ 9)
- Бывшие склады Крохоняткиных (№ 13)
- Бывший доходный дом Разживиных (№ 14)
- Бывшая гостиница «Царьград» (№ 24)
- Бывшие лавки Разживина (№ 26)
- Бывшие лавки Вахрамеева (№ 32)